# Griffith (Familienname)
Griffith ist ein von dem gleichlautenden männlichen Vornamen (walisisch: Gruffydd oder Gruffudd) abgeleiteter Familienname walisischer Herkunft, der im gesamten englischen Sprachraum gebräuchlich ist.

## Namensträger

### A
- Alan Arnold Griffith (1893–1963), britischer Ingenieur
- Anastasia Griffith (* 1978), britische Schauspielerin
- Andy Griffith (1926–2012), US-amerikanischer Schauspieler, Schriftsteller und Produzent
- Arthur Griffith (1872–1922), irischer Politiker
- Arthur Griffith-Boscawen (1865–1946), britischer Politiker, Unterhausabgeordneter

### B
- Bartley P. Griffith, US-amerikanischer Herzchirurg
- Belver C. Griffith (1931–1999), US-amerikanischer Informationswissenschaftler
- Bill Griffith (William Griffith; * 1944), US-amerikanischer Cartoonist

### C
- Charley Griffith (1929–1999), US-amerikanischer Automobilrennfahrer
- Chauncey H. Griffith (1879–1956), US-amerikanischer Schriftsetzer und Schriftentwerfer
- Clark Griffith (1869–1955), US-amerikanischer Baseballspieler und -funktionär
- Clifford Griffith (1916–1996), US-amerikanischer Autorennfahrer
- Corinne Griffith (1896–1979), US-amerikanische Schauspielerin

### D
- Darrell Griffith (* 1958), US-amerikanischer Basketballspieler
- David Griffith (Sänger) (* 1939), US-amerikanischer Opernsänger (Tenor)
- David Wark Griffith (D. W. Griffith; 1875–1948), US-amerikanischer Regisseur, Drehbuchautor, Produzent und Schauspieler
- Donald Muldrow Griffith, US-amerikanischer Theaterproduzent, Publizist, Regisseur, Choreograf, Moderator und Kurator
- Dwayne Griffith (* 1984), barbadischer Fußballspieler

### E
- Earl Griffith (1887–1940), US-amerikanischer Politiker
- Edward Griffith (1790–1858), britischer Naturforscher
- Edward H. Griffith (1888–1975), US-amerikanischer Regisseur und Filmproduzent
- Elizabeth Griffith (1727–1793), irische Schriftstellerin
- Emile Griffith (1938–2013), US-amerikanischer Boxer

### F
- Florence Griffith-Joyner (1959–1998), US-amerikanische Leichtathletin
- Francis Griffith (Polizist) (1878–1942), britischer Polizist, Polizeipräsident von Bombay
- Francis Huntly Griffith (1885–1958), britischer Kolonialpolitiker in Ceylon (Parlamentsmitglied 1947–1952)
- Francis Llewellyn Griffith (1862–1934), britischer Ägyptologe
- Francis M. Griffith (1849–1927), US-amerikanischer Politiker
- Frank Kingsley Griffith (1889–1962), britischer Politiker
- Frederick Griffith (1877–1941), britischer Mediziner und Bakteriologe

### G
- Gattlin Griffith (* 1998), US-amerikanischer Schauspieler
- Gayle Griffith (* 1940), US-amerikanischer Musiker
- George Griffith (1857–1906), britischer Autor und Entdecker
- Georgia Griffith (* 1996), australische Leichtathletin
- Gordon Griffith (1907–1958), amerikanischer Regieassistent und Filmproduzent
- Griffith Pritchard Griffith (1840–1933), US-amerikanischer Bankier

### H
- Hugh Griffith (1912–1980), britischer Schauspieler

### J
- Janice Griffith, US-amerikanische Schauspielerin
- Jennifer Griffith, US-amerikanische Komponistin und Musikpädagogin
- Jeremy Griffith (* 1945), australischer Biologe und Autor
- John Griffith (Jurist) (um 1548–1609), walisischer Jurist und Politiker
- John Griffith (Gouverneur), britischer Kolonialgouverneur
- John Griffith (Architekt) (1796–1888), britischer Architekt
- John Griffith (Tennisspieler), britischer Tennisspieler
- John Griffith (Paläontologe), britischer Paläontologe
- John C. Griffith (* 1942), US-amerikanischer Generalleutnant
- John K. Griffith (1882–1942), US-amerikanischer Politiker
- June Griffith (* 1957), guyanische Sprinterin und Weitspringerin
- Justin Griffith (* 1980), US-amerikanischer American-Football-Spielerootballspieler

### K
- Kenneth Griffith (1921–2006), walisischer Schauspieler und Regisseur

### M
- Marie Osthaus Griffith (1855–1927), US-amerikanische Blumen- und Landschaftsmalerin
- Mark Griffith (Altphilologe) (* vor 1968), britischer Altphilologe
- Mark Griffith (Schlagzeuger) (* 1970), US-amerikanischer Perkussionist und Musikpädagoge
- Melanie Griffith (* 1957), US-amerikanische Schauspielerin
- Michelle Griffith-Robinson (* 1971), britische Dreispringerin
- Morgan Griffith (* 1958), US-amerikanischer Politiker
- Miles Griffith (1969–2025), US-amerikanischer Jazzsänger

### N
- Nanci Griffith (1953–2021), US-amerikanische Musikerin
- Nicola Griffith (* 1960), britische Autorin

### O
- Oliver Wynne-Griffith (* 1994), britischer Ruderer

### P
- Parker Griffith (* 1942), US-amerikanischer Politiker
- Pat Griffith (1925–1980), britischer Autorennfahrer
- Phil Griffith (* 1949), britischer Radrennfahrer

### Q
- Quinton Griffith (* 1992), antiguanischer Fußballspieler

### R
- Rachel Griffith (* 1963), US-amerikanisch-britische Wirtschaftswissenschaftlerin und Hochschullehrerin
- Ralph T. H. Griffith (1826–1906), britischer Indologe
- Ramón Griffith (* 1993), barbadischer Fußballspieler
- Rashard Griffith (* 1974), US-amerikanischer Basketballspieler
- Rasheeme Griffith (* 2000), barbadischer Hürdenläufer
- Raymond Griffith (1895–1957), US-amerikanischer Schauspieler, Komiker, Regisseur und Produzent
- Richard John Griffith (1784–1878), irischer Geologe und Bergbau-Ingenieur
- Rollins Griffith (1925–1978), US-amerikanischer Jazzpianist und Musikpädagoge
- Ronald H. Griffith (1936–2018), US-amerikanischer Offizier, General der US Army
- Russ Griffith (Harry Russell Griffith; 1947–2006), US-amerikanischer Manager
- Ryhim Griffith (* 2001), grenadischer Fußballspieler

### S
- Samuel Griffith (Politiker, 1816) (1816–1893), US-amerikanischer Politiker (Pennsylvania)
- Samuel Griffith (Politiker, 1845) (1845–1920), australischer Jurist, Richter und Politiker
- Samuel B. Griffith (1906–1983), US-amerikanischer General
- Seth Griffith (* 1993), kanadischer Eishockeyspieler
- Steven Griffith (1961–2022), US-amerikanischer Eishockeyspieler

### T
- Thomas Ian Griffith (* 1962), US-amerikanischer Theater- und Filmschauspieler, Opernsänger, Filmproduzent und Drehbuchautor
- Tori Griffith, US-amerikanische Schauspielerin

### V
- Víctor Griffith (Víctor Alfredo Griffith Mullins, * 2000), panamaischer Fußballspieler
- Virgil Griffith (* 1983), US-amerikanischer Hacker

### W
- William Griffith (Botaniker) (1810–1845), britischer Botaniker
- William Griffith (* 1944), US-amerikanischer Cartoonist, siehe Bill Griffith

### X
- Xiomara Griffith (* 1969), venezolanische Judoka

### Y
- Yolanda Griffith (* 1970), US-amerikanische Basketballspielerin